# 15. junij
15. junij je 166. dan leta (167. v prestopnih letih) v gregorijanskem koledarju. Ostaja še 199 dni.

## Dogodki
- 763 pr. n. št. – Asirski Sončev mrk
- 844 – Ludvik II. postane lombardski kralj
- 923 – v bitki pri Soissonsu ubit francoski kralj Robert I., njegov naslednik burgundski vojvoda Rudolf zajame nasprotnika Karla Preprostega
- 1215 – angleški kralj Ivan brez zemlje izda Magno Charto Libertatum
- 1389 – bitka na Kosovskem polju med Turki in Srbi
- 1667 – Jean Baptiste izvede prvo transfuzijo krvi
- 1752 – Benjamin Franklin z zmajem dokaže, da je strela električni pojav
- 1775 – George Washington imenovan za poveljnika kontinentalne vojske
- 1804 – New Hampshire ratificira ameriško ustavo
- 1836 – Arkansas postane 25. ameriška zvezna država
- 1844 – Charles Goodyear patentira postopek vulkanizacije
- 1846 – z oregonskim sporazumom določena meja med ZDA in Kanado na 49. vzporedniku
- 1864 – odprto pokopališče v Arlingtonu
- 1911 – ustanovljena Tabulating Computing Recording Corporation, današnji IBM
- 1919 – John Alcock in Arthur Brown izvedeta prvi let brez postanka prek Atlantskega oceana med Novo Fundlandijo in Irsko
- 1940 – Sovjetske enote vkorakajo v Litvo, Latvijo in Estonijo
- 1941:
  - vrhovni plenum Osvobodilne fronte se sestane na prvem zasedanju
  - Neodvisna država Hrvaška pristopi k trojnemu paktu
- 1942 – japonska vojska se izkrca na Aleutih
- 1944 – ZDA zasedejo severnomarianski otok Saipan
- 1954 – v Baslu ustanovljena evropska nogometna zveza UEFA
- 1956 – John Lennon in Paul McCartney se prvič srečata
- 1977 – v Španiji potekajo prve svobodne volitve po padcu Francovega režima
- 1992 – japonski parlament sprejme zakon, ki oboroženim silam dovoli sodelovati v mirovnih operacijah OZN
- 1994 – Vatikan in Izrael navežeta diplomatske odnose

## Rojstva
- 1330 – Edvard, Črni Princ, angleški kronski princ, vojskovodja († 1376)
- 1534 – Michel Roset, švicarski politik († 1613)
- 1594 – Nicolas Poussin, francoski slikar († 1665)
- 1763 – Kobajaši Nomujoki - Kobajaši Isa, japonski pesnik († 1828)
- 1843 – Edvard Grieg, norveški skladatelj, pianist († 1907)
- 1867 – Ivan Grohar, slovenski slikar († 1911)
- 1880 – Osami Nagano, japonski admiral († 1947)
- 1888 – Ramón López Velarde, mehiški pesnik († 1921)
- 1903 – Vida Taufer, slovenska pisateljica, pesnica († 1966)
- 1907 – Lojze Spacal, slovenski slikar († 2000)
- 1910 – Sulejman Frangieh, libanonski politik († 1992)
- 1914 – Jurij Vladimirovič Andropov, voditelj Sovjetske zveze († 1984)
- 1914 – Luong Kim Dinh, vietnamski katoliški misijonar, učenjak in zgodovinar filozofije († 1997)
- 1924 – Ezer Weizman, izraelski predsednik († 2005)
- 1943 – Poul Nyrup Rasmussen, danski predsednik vlade
- 1953 – Ši Džinping, predsednik Ljudske republike Kitajske
- 1954 – James Belushi, ameriški filmski, televizijski igralec
- 1955 – Jean-Marie Speich, francoski rimokatoliški duhovnik, apostolski nuncij v Sloveniji
- 1963 – Helen Hunt, ameriška filmska igralka
- 1969 – Oliver Kahn, nemški nogometni vratar
- 1969 – Ice Cube, ameriški raper in igralec
- 1973 – Tore Andre Flo, norveški nogometaš
- 1978 – Wilfred Bouma, nizozemski nogometaš
- 1979 - Boštjan Koritnik, slovenski pravnik in politik
- 2015 – Princ Nikolaj, vojvoda Ångermanlandski

## Smrti
- 923 – Robert I., francoski kralj (* 865)
- 948 –  Roman I. Lekapen, bizantinski cesar (* okoli 870)
- 1073 – cesar Go-Sandžo, 71. japonski cesar (* 1034)
- 1088 – Gebhard von Helfenstein, nadškof Salzburga (* 1010)
- 1184 – Magnus V., norveški kralj (* 1156)
- 1189 – Minamoto Jošicune, japonski bojevnik (* 1159)
- 1197 – Henrik Bržetislav III., češki vojvoda
- 1246 – Friderik II., avstrijski in štajerski vojvoda (* 1211)
- 1341 – Andronik III. Paleolog, bizantinski cesar (* 1297)
- 1381 – Wat Tyler, angleški kmečki upornik (* datum rojstva neznan)
- 1383:
  - Ivan VI. Kantakuzen, bizantinski cesar in zgodovinar (* 1292)
  - Matej Kantakouzen, bizantinski cesar (* 1325)
- 1389:
  - Lazar Hrebeljanović , srbski narodni junak (* 1329)
  - Miloš Obilić , srbski plemič (* 1350)
  - Murat I., sultan Osmanskega cesarstva (* 1326)
- 1416 – Ivan Valoiški, francoski princ, vojvoda Berryja in Auvergneja, grof Poitiersa (* 1340)
- 1429 – Paolo Veneto, italijanski filozof, teolog (* 1372)
- 1734 – Giovanni Ceva, italijanski matematik (* 1647)
- 1750 – Marguerite de Launay de Staal, francoska pisateljica (* 1684)
- 1768 – James Short, škotski matematik, optik, astronom (* 1710)
- 1772 – Louis-Claude Daquin, francoski skladatelj (* 1694)
- 1849 – James Knox Polk, ameriški predsednik (* 1795)
- 1888 – Friderik III., nemški cesar (* 1831)
- 1889 – Mihai Eminescu, romunski pesnik (* 1850)
- 1952 – Vladimir Aleksandrovič Albicki, ruski astronom (* 1891)
- 1981 – Philip Toynbee, angleški pisatelj (* 1916)
- 1984 – Robert Meredith Willson, ameriški skladatelj (* 1902)
- 1995 – John Vincent Atanasoff, ameriški pionir računalništva (* 1903)
- 1996 – Ella Fitzgerald, ameriška jazzovska pevka (* 1917)

## Prazniki in obredi
- Latvija – dan sv. Vida